# Disneynature
Disneynature è un'etichetta cinematografica indipendente di The Walt Disney Studios. Fondata il 21 aprile 2008, si occupa della distribuzione di film documentari naturalistici indipendenti e ha sede a Parigi.
I film naturalistici dell'azienda hanno un budget costante compreso tra 5 milioni e 10 milioni di dollari, con la loro distribuzione e marketing gestiti da Walt Disney Studios. I film dell'evento dell'etichetta sono pubblicati sulla Giornata della Terra e  hanno una campagna di conservazione basata sulle caratteristiche del film con un'apposita organizzazione di beneficenza che riceve donazioni basate sui biglietti venduti, ad un ritmo di uno all'anno. Gli otto film teatrali di Disneynature hanno incassato 151,6 milioni di dollari al botteghino, con una media di 19 milioni di dollari, con la Earth - La nostra Terra che guadagna di più a 32 milioni di dollari.

## Storia
Il capo dell'unità è il veterano Disney Jean-Francois Camilleri, che fu vice presidente senior e direttore generale della Walt Disney Studios Motion Pictures France. Disneynature ha la sua base in Francia, dove Camilleri e il suo team sovrintendono l'avvio, lo sviluppo e l'acquisizione di progetti di lungometraggi d'alta qualità.
Il primo film uscito in patria sotto la nuova etichetta fu la versione americana di Earth - La nostra Terra, versione cinematografica della serie TV BBC Planet Earth. Il film uscì in Francia il 10 ottobre 2007, mentre negli USA fu distribuito nella Giornata della Terra del 2009.
La prima produzione originale della Disneynature fu Il mistero dei fenicotteri rosa, proiettato in anteprima a Bordeaux il 26 ottobre 2008 e distribuito in tutto il mondo dal 2009.
Nel 2012 è stata lanciata in Francia Disney Nature TV, una rete televisiva via cavo a pagamento della Orange.

## Filmografia
- Earth - La nostra Terra (Earth), regia di Alastair Fothergill e Mark Linfield (2007)
- Il mistero dei fenicotteri rosa (The Crimson Wing: Mystery of the Flamingos), regia di Matthew Aeberhard e Leander Ward (2008)
- La vita negli oceani (Océans), regia di Jacques Perrin e Jacques Cluzaud (2009)
- Pollen (Wings of Life), regia di Louie Schwartzberg (2011)
- African Cats - Il regno del coraggio (African Cats), regia di Keith Scholey e Alastair Fothergill (2011)
- Chimpanzee, regia di Alastair Fothergill e Mark Linfield (2012)
- Bears, regia di Alastair Fothergill e Keith Scholey (2014)
- Monkey Kingdom, regia di Mark Linfield e Alastair Fothergill (2015)
- Cuccioli - Lotta per la vita (Growing Up Wild),[9] regia di Mark Linfield e Keith Scholey (2016)
- La marcia dei pinguini - Il richiamo (La Marche de l'empereur - L'appel de l'Antarctique), regia di Luc Jacquet (2017)
- Born in China, regia di Luc Jacquet (2017)
- Ghost of the Mountains, regia di Ben Wallis (2017)
- Expedition China, regia di Ben Wallis (2017)
- Echo, il delfino (Dolphins Reef - titolo USA)(Blue - titolo francese), regia di Keith Scholey (2018)
- Penguins, regia di Alastair Fothergill e Jeff Wilson (2019)
- Polar Bear , regia di Alastair Fothergill e Jeff Wilson (2022)
- Tiger, regia di Mark Linfield, Vanessa Berlowitz e Rob Sullivan (2024)

### Distribuiti il 3 aprile 2020 a livello mondiale su Disney+
- La famiglia di elefanti (Elephant), regia di Mark Linfield e Vanessa Berlowitz (2020)
- Sulle orme di elefanti (In the Footsteps of Elephant) (2020)
- Il mondo nascosto dei delfini (Diving with Dolphins) (2020)
- Pinguini: Riprese estreme (Penguins: Life on the Edge) (2020)

### Cuccioli - Lotta per la vita
Cuccioli - Lotta per la vita (Growing Up Wild) è un documentario sulla natura direct-to-video, pubblicato nel 2016, diretto da Mark Linfield e Keith Scholey, con la voce narrante di Daveed Diggs. Il film, basato su clip di African Cats - Il regno del coraggio, Monkey Kingdom, Chimpanzee e Bears, si concentra sulla "lotta per la vita" e di conseguenza sul "crescere".

## Intro
Si vede un iceberg, che ricorda il castello della bella addormentata nel bosco, al buio su cielo viola con aurore verdi e blu. Poi il cielo diventa blu, le aurore scompaiono, l'iceberg brilla, l'inquadratura zooma, e il logo appare sotto il castello di ghiaccio. La musica, composta da Mark Mancina, inizia con un suono di campane, segue un canto e poi un brano di flauti.